# Jean-François-Charles Amet
Pour les articles homonymes, voir Amet.
Jean-François-Charles Amet, né le 27 janvier 1861 à Rivière du Rempart sur l'île Maurice et mort le 2 mai 1940 à La Chapelle-des-Fougeretz en Ille-et-Vilaine, est un officier de marine français des XIXe et XXe siècles. Vice-amiral, il termine la Première Guerre mondiale au poste de Commandant supérieur des forces navales alliées dans les Dardanelles.

## Biographie

### Origines et famille
Il est le fils d'Achille Amet, ancien officier de marine installé comme colon à l'île Maurice qui meurt le 13 mars 1862 à 30 ans, et de Laure de Sornay (née le 15 mars 1840).
Il épouse à Paris VIIIe le 11 mai 1891 Louise Amet une lointaine parente ayant des ancêtres en commun au 17e siècle. Celle ci est par ailleurs la nièce du vice-amiral Charles Amet.
Le couple a deux fils : André (1893-1915), mort pour la France, et Jacques (1894-1985), officier de marine.

### Carrière dans la Marine nationale
Jean-François Amet entre dans la Marine nationale en 1877, au port de Brest, à l'âge de 16 ans. Nommé aspirant le 5 octobre 1880. Il passe l'année suivante à bord du cuirassé d'escadre Colbert. Il est promu au grade d'enseigne de vaisseau le 5 octobre 1882.
Le 1er janvier 1885, il passe sur l'aviso Cuvier, basé à la station de pêche de Granville. Affecté au service des transports le 17 juin 1885, il est sur le transport L'Isère chargé de livrer la statue de la liberté à New York, puis sur le transport Bien-Hoa l'année suivante.
Promu lieutenant de vaisseau le 16 octobre 1887. Il est nommé second sur l'aviso Corse, basé à Toulon en 1888 ; puis second sur le transport Le Saône, sur lequel il embarque pour une longue campagne dans l'océan Pacifique.
Officier breveté torpilleur, il passe sur le Suffren (en), et est nommé aide de camp du vice-amiral[Lequel ?], commandant l'Escadre du Nord.
En 1894, il est nommé commandant d'un torpilleur, assigné à la défense mobile de Cherbourg. En 1896, sur La Couronne, Élève de l'École de canonnage. Il est breveté de l'École supérieure de la Marine, dans la promotion 1897.
En 1898-1899, il commande la canonnière Lion, au sein de la division navale de l'Extrême-Orient, il travaille à l'hydrographie des côtes du Tonkin. Promu au grade de capitaine de frégate le 15 juin 1900, il est fait chevalier de la Légion d'honneur.
Second sur le cuirassé Henri-IV, au sein de l'Escadre du Nord, puis en 1902, Second sur le cuirassé Iéna en mer Méditerranée. Il réside à Cherbourg à partir du 1er janvier 1903, et est nommé sous-directeur des défenses sous-marines à Toulon en 1904.
En 1905, il commande le croiseur Descartes en Extrême-Orient et est fait Officier de la Légion d'honneur le 29 décembre 1906. Le 29 juillet 1907, il est promu capitaine de vaisseau et enseigne en tant que professeur de tactique et de stratégie à l'École Supérieure de la Marine, dont il devient le sous-directeur.

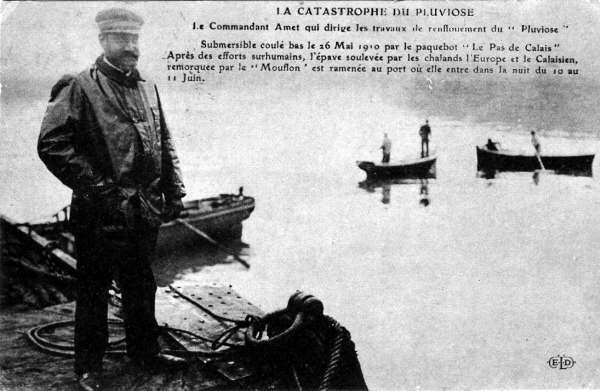
La catastrophe du Pluviôse. Le commandant Amet dirige les opérations de renflouement du Pluviôse.

Le 10 octobre 1909, il commande le contre-torpilleur Dunois, à Dunkerque, et est nommé commandant supérieur des torpilleurs et sous-marins de Calais-Dunkerque. En 1910, il dirige les travaux de renflouement du sous-marin Pluviôse, qui avait coulé le 26 mai de la même année au large de Calais, faisant 27 victimes.
Pendant la Première Guerre mondiale, il rend d'importants services lors des opérations de Champagne et de Verdun. Il est promu contre-amiral le 5 mars 1915 et cité à l'ordre de l'Armée. En mars 1916, il devient membre du Comité pour la restriction du commerce avec l'ennemi.
Élevé au grade de Commandeur de la Légion d'honneur le 23 mars 1916. En décembre de la même année, il est nommé commandant la 2e division de la 2e escadre, puis reçoit le commandement supérieur à Argostóli. Il est promu vice-amiral en juin 1918. Lors de la signature de l'Armistice avec la Turquie en octobre 1918, il est Commandant supérieur des forces navales alliées dans les Dardanelles. Il est confronté, en avril 1919, à la mutinerie d'une partie de la flotte dans le port de Sébastopol. Grand officier de la Légion d'honneur en mai 1919, il quitte le service actif en janvier 1923.

### Engagement politique et social
Il seconde à partir de 1926 Henri de Kérillis au Centre de propagande des républicains nationaux. Membre du conseil d'administration d'une des trois sociétés de la Croix-Rouge française, l'Union des femmes de France, il en est le secrétaire général de 1928 à 1938,.

### Sources et bibliographie
- Étienne Taillemite, Dictionnaire des marins français, Tallandier, 2002, 576 p. (ISBN 978-2-84734-008-2), p. 12-13.